# Santa Magdalena de Morellàs

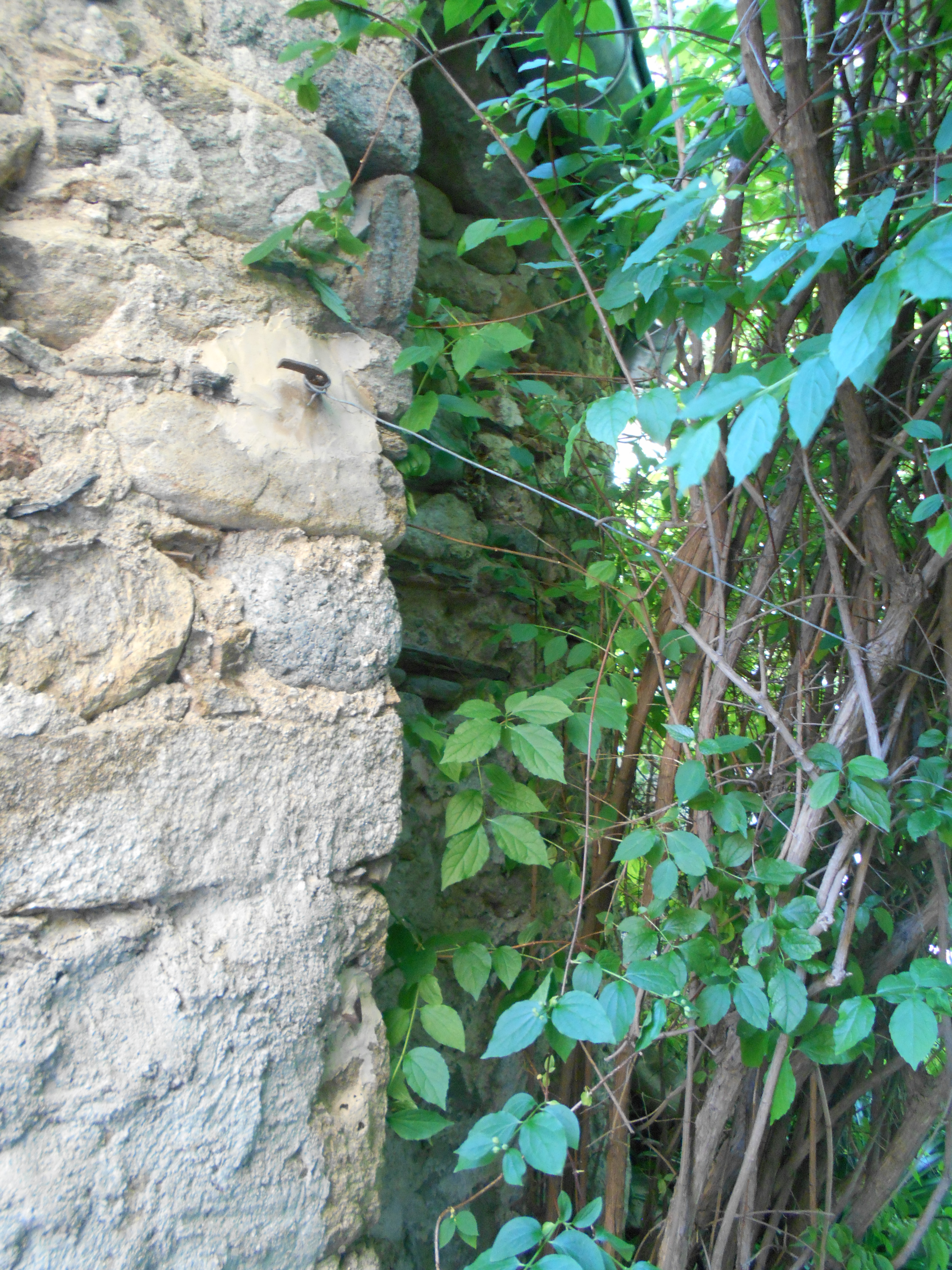
L'absis, tapat per la vegetació

Santa Magdalena de Morellàs és una Capella del poble de Morellàs, al terme comunal de Morellàs i les Illes, de la comarca del Vallespir, a la Catalunya del Nord.
Està situada en el poble de Morellàs, en el número 19 del carrer de Santa Magdalena, al sud del nucli vell del poble.
Està documentada des del 1235, quan rep una donació de Ramon de Llauró, clergue d'Elna, i des del 1368 es coneix un benefici en aquesta església instituït per la Universitat de Morellàs del qual gaudia el clergue Bernat Despuig. El 1533 consta una denúncia al beneficiat d'aquell moment, Jaume Gelada, per haver-hi administrat comunions i confessions sense que es pogués fer en aquella església, perquè no tenia caràcter parroquial.
La capella, molt alterada modernament, és d'una sola nau. La porta és a la façana de ponent, que ha estat recentment repicada. La porta té un arc de mig punt força ample, fet amb dovelles curtes i amples, ben tallades. A la mateixa façana hi ha un finestral modern. Corona la façana occidental una espadanya de tres pilars, fet d'obra, amb els arcs fets de rajols. Es tracta d'una obra tardana, de caràcter popular, dels segles XVI o XVII, però és possible que conservi elements, com la portalada o fragments de murs que puguin aparèixer si es fa una neteja integral dels murs ara coberts amb arrebossat, de l'anterior església romànica.